# Koki Ueyama
Koki Ueyama (上山 紘輝, Ueyama Kōki, né le 15 mai 1999 à Matsusaka) est un athlète japonais, spécialiste des épreuves de sprint.

## Biographie
Champion du Japon 2022 du 200 mètres en 20 s 46, il participe aux championnats du monde à Eugene où il s'incline en demi-finale du 200 m après avoir porté son record personnel à 20 s 26 en séries.
En 2023, Ueyama décroche la médaille de bronze du 200 m des championnats d'Asie à Bangkok. Lors des Jeux asiatiques, disputés en octobre 2023 à Hangzhou, il remporte  l'or sur 200 m et l'argent au titre du relais 4 × 100 m.

## Palmarès
| Date | Compétition         | Lieu     | Résultat | Épreuve   | Marque  |
| ---- | ------------------- | -------- | -------- | --------- | ------- |
| 2023 | Championnats d'Asie | Bangkok  | 3e       | 200 m     | 20 s 53 |
| 2023 | Jeux asiatiques     | Hangzhou | 1er      | 200 m     | 20 s 60 |
| 2023 | Jeux asiatiques     | Hangzhou | 2e       | 4 × 100 m | 38 s 44 |
| 2024 | Jeux olympiques     | Paris    | 5e       | 4 × 100 m | 37 s 78 |

## Records
| Épreuve | Marque  | Lieu   | Date            |
| ------- | ------- | ------ | --------------- |
| 200 m   | 20 s 26 | Eugene | 18 juillet 2022 |